# الدوري التشيكوسلوفاكي 1934–35
الدوري التشيكوسلوفاكي 1934–35 هو الموسم 30 من الدوري التشيكوسلوفاكي ‏. أشرف على تنظيمه اتحاد جمهورية التشيك لكرة القدم، وكان عدد الأندية المشاركة فيه 12، وفاز فيه سلافيا براغ.